# 美國海軍軍艦辭典
美國海軍軍艦辭典（英語：Dictionary of American Naval Fighting Ships）是美國海軍艦艇基本資料的官方工具书。
本系列最初開始編寫時，僅涵蓋在美國海軍服役並有艦名的艦艇，沒有艦名的艦艇不包含在內。後來範圍擴大，包括關於小型艦艇的附錄、大陸海軍和邦聯海軍艦艇的歷史，及與海軍艦艇有關的各種文章。

## 外部連結
- 官方文字版 （页面存档备份，存于）
- HazeGray文字版 （页面存档备份，存于）
- 掃描版：
  - I (A–B) （页面存档备份，存于）
  - I-A (A) （页面存档备份，存于）
  - II (C–F) （页面存档备份，存于）
  - III (G–K) （页面存档备份，存于）
  - IV (L–M) （页面存档备份，存于）
  - V (N–Q) （页面存档备份，存于）
  - VI (R–S)
  - VII (T–V)
  - VIII (W–Z)